# Севастиан Сохотский
Севастиан Сохотский, или Севастиан Пошехонский (ум. 1492) — преподобный Русской православной церкви, игумен Преображенского монастыря на реке Сохоти.
О его детстве и мирской жизни сведений практически не сохранилось, да и прочие биографические сведения о нём очень скудны и отрывочны; известно лишь, что Севастиан жил в XV веке, по сказанию народному, ещё в юношеском возрасте почувствовал расположение к подвижнической жизни и поступил в одну из многочисленных тогда иноческих обителей, где прошёл различные послушания, постригся в монашество и рукоположён во иеродиакона и в иеромонаха.
Не довольствуясь «иноческими подвигами» в стенах обители, отец Севастиан удалился в дремучие пошехонские леса по реке Сохоти и там построил храм во имя Преображения Господня. Вскоре уединение преподобного было открыто, к нему стали приходить и селиться другие иноки, и под его управлением образовалась иноческая обитель.
Проживая в ветхой и тесной хижине, Севастиан всё время проводил в молитве, посте и трудах: носил воду, рубил дрова, молол жито, помогал пекущим хлебы, прял волну, плёл верёвки и т. д. Здесь Севастиан Сохотский прожил до самой кончины в 1492 году. Мощи преподобного были упокоены под спудом в основанной им обители, упразднённой в 1764 году; на месте обители в 1885 году была открыта православная женская община, возведённая в 1889 году в общежительный Преображенский Севастиановский женский монастырь.
Память преподобного Севастиана празднуется 18 декабря и в Соборе Ростово-Ярославских святых.
Тропарь преподобному Севастиану Сохотскому, Пошехонскому , глас 4:
Удали́вся ми́ра и водвори́вся в пусты́ни,/ до́брым по́двигом подвиза́ся,/ злострада́нием, и внима́нием, и моли́твами,/ отню́дуже и по сме́рти источа́еши исцеле́ния,/ Севастиа́не о́тче наш,/ моли́ Христа́ Бо́га// спасти́ся душа́м на́шим.
Кондак преподобному Севастиану Сохотскому, Пошехонскому, глас 3:
Сия́нием Ду́ха Пресвята́го, му́дре Севастиа́не, просве́щся,/ оста́вил еси́ я́же в житии́ молвы́,/ пусты́ню же дости́гл, преподо́бне о́тче,/ возвесели́л еси́ и́же над все́ми Бо́га и Зижди́теля./ Сего́ ра́ди прославля́ет тя Христо́с, блаже́нне, Вели́кий Дарода́тель.